# Camponotus melanoticus
Camponotus melanoticus é uma espécie de inseto do gênero Camponotus, pertencente à família Formicidae.